# 宗形氏高
宗形 氏高（むなかた の うじたか）は、宗像大社（現在の福岡県宗像市に存在）の第7代大宮司（在任：1051年 - 1071年）。「宗形」は「宗像」とも表記する。一般的には宗形妙忠の子という。子に氏助、氏季、氏職がいる。